# Кольчезас
Кольчезас (шор.  )— посёлок в Мысковском городском округе Кемеровской области России. Место компактного проживания шорского народа

## История
До 1917 г. аал шорцев Кольчезас входил в состав Томской волости Кузнецкого уезда и официально именовался Кольчезас улус.
Входил в Подобасский сельсовет.

## География
Посёлок Кольчезас расположен в южной части Кемеровской области и находится на берегу рек Томь и ее притока Кольчезас.

## Население
| 2010 |
| ---- |
| 7    |

Национальный состав
Согласно результатам переписи 2002 года, в национальной структуре населения русские составляли 66 % от общей численности населения в 6 жителей

## Инфраструктура
В 1960-х годах открылась горнолыжная трасса.

## Транспорт
В посёлке имеется пристань на р. Томь.